# Arhopala rafflesii
Arhopala rafflesii är en fjärilsart som beskrevs av De Nicéville 1890. Arhopala rafflesii ingår i släktet Arhopala och familjen juvelvingar. Inga underarter finns listade i Catalogue of Life.